# Naty Abascal
Natividad Abascal Romero-Toro (Sevilla, 2 d'abril de 1943), més coneguda com a Naty Abascal o Nati Abascal, és una model d'alta costura espanyola, musa de modistes com Valentino i Óscar de la Renda, i exduquesa de Feria.

## Biografia
Neta del V Marquès de Romero-Toro, títol pontifici, va néixer en una família de dotze germans. Té una germana bessona, Ana María. El seu pare, Domingo Abascal y Fernández, era un ric advocat, amo d'extensos olivares i un pròsper negoci d'olives, i la seva mare, María Natividad Romero-Toro y Noriega, va ser la primera dona que va obrir una boutique a Sevilla.
Quan tenia 21 anys, el modista Elio Berhanyer els va proposar a la seva germana bessona Ana María i a ella que presentessin la seva col·lecció a Nova York durant l'Exposició Mundial de 1964. Allí van conèixer Richard Avedon qui, en retornar a Espanya, els va oferir posar per a un reportatge de quinze pàgines en la revista de moda Harpers Bazaar que es publicaria el gener de 1965. Mesos després, Avedon va tornar a fotografiar-la, aquesta vegada a Naty sola, per a la portada de la mateixa revista. A partir de llavors, va començar a pujar la seva cotització com a model i es va instal·lar a Nova York. Elieen Ford, directora de l'agència de models més important dels Estats Units, la va contractar i Naty Abascal va començar a passar models dels més famosos modistes. Va presentar pells de Revillon i Maximilliam i va posar en els platons amb joies de Cartier o Bulgari. És considerada la musa dels modistes Óscar de la Renda i Valentino. El 1970 es va casar amb l'escocès Murray Livingstone Smith, del que es divorciaria cinc anys més tard.
Woody Allen la va contractar el 1971 per a la seva pel·lícula Bananas, en la qual va interpretar el paper d'una guerrillera llatinoamericana. També va realitzar un espot publicitari per a televisió en el qual apareixia pintada per Salvador Dalí, i va posar nua per al número de juliol de 1971 de la revista Playboy.
El 1975, després del seu divorci, va decidir tornar a Sevilla, on el 14 de juliol de 1977 va contreure matrimoni amb Rafael Medina y Fernández de Córdoba, duc de Feria, marquès de Villalba i segon fill dels ducs de Medinaceli, a qui coneixia des de la infància. La cerimònia es va celebrar en l'ermita del Rocío de Huelva. A partir de llavors es va allunyar de les passarel·les. Del seu matrimoni amb el duc de Feria van néixer dos fills: Rafael (nascut el 25 de setembre de 1978) i Luis (nascut el 31 d'agost de 1980).
En la dècada dels vuitanta va col·laborar com a estilista i seleccionant grans cases a Espanya per a la revista House and Garden, tornant al seu treball de model per tot el món arran de la seva separació.
Després de l'estiu de 1988 van començar a córrer rumors sobre la possible relació sentimental entre Naty Abascal i Ramón Mendoza, president del Reial Madrid. A l'octubre d'aquest any es va separar del seu marit. La seva relació amb el president del club madrileny va durar fins a aproximadament finals de 1989.
El 13 de febrer de 1989 es va dictar sentència en el judici de separació dels ducs de Feria. A més d'establir-se les pensions corresponents, es va concedir la pàtria potestat dels fills a Naty Abascal i es recollia la renúncia expressa d'ella a l'ús dels títols que havia obtingut per matrimoni. Mesos després, el juny de 1989, una posterior sentència li concedia la pàtria potestat a l'aristòcrata. Els tràmits per a la nul·litat del matrimoni els va iniciar el duc de Feria el gener de 1992.
Treballa col·laborant en els estilismes i realitzacions de reportatges per a la revista ¡Hola! i presta la seva imatge per a conegudes marques de joies.

## Treballs publicats
- Cuestión de estilo.[2] Barcelona: Martínez Roca, 2000. ISBN 9788427025523
- Manual de estilo de Naty Abascal con Vicente Gallart.[3] Madrid: Grijalbo, 2013. ISBN 9788425351198